# Market Central Ferihegy
A Market Central Ferihegy Vecsésen, a Budapest Liszt Ferenc nemzetközi repülőtér szomszédságában 140 000 m²-en elterülő, 44 000 m² bérbe adható területtel rendelkező bevásárlópark, kereskedelmi park. A park építése 2006. november 16-án kezdődött, a hivatalos megnyitóját 2007. október 11-én tartották.

## Helyszín
A bevásárlópark a 4-es főút mentén, Budapest (XVIII. kerület) és Vecsés határán található.